# モーリス・バレス
モーリス・バレス（フランス語: Maurice Barrès、1862年8月19日 - 1923年12月4日）は、フランスの小説家、ジャーナリスト、社会主義者、政治家。ナショナリズムや反ユダヤ主義的な視点による政治的発言でも知られ、フランスにおけるファシズムの思想形成に大きな役割を果たしたとされる。

## 略歴
ロレーヌ地方ヴォージュ県ヴォージュ県シャルムに生まれる。8歳でプロシアによる占領を経験したことがナショナリズムの思想家としての原点であった。ナンシー大学法学部に入学するも、1883年パリ大学に移籍した。作風は「ロレーヌの魂」を自我の中に再確認し、「土地と血」の連帯を唱えた。
小説『蛮族の眼の下で』で一躍文名を高め、1889年ナンシー地域から下院議員に選出（任期1889-1893年、および1906-1923年）、1894年ドレフュス事件ではフランス統一を優先する立場からエミール・ゾラ等と対立した。政教分離についてはこれに反対するカトリック派を支持し、ジャン・ジョレス、アリスティード・ブリアンらと激しく対立した（1905年、政教分離法成立）。
1906年にアカデミー・フランセーズの会員に選出された。第一次世界大戦ではユニオン・サクレを熱烈に支持し、伝統主義・プロテスタント・社会主義とともにユダヤ人にも賛辞を捧げた。死去に際しては、国葬とされ、故郷シャルムの墓地に埋葬された。

## 評価
政治思想では対照的なアナトール・フランスと人気を競い、20世紀前半のフランス青年知識人層に影響を与えた。観念小説三部作『自我礼拝』が代表作、また日記体での『手帖 (Mes cahiers)』が著名だが未訳。 日本では政治的立場のためか訳書が少なく、人気はあまりない。
アンドレ・ブルトン、トリスタン・ツァラを中心とするダダイスト、シュルレアリストらが、バレスが極右的な政治思想に傾倒したことを批判して1921年5月13日に即興劇「バレス裁判」を上演した。これは当時ダダの機関誌であった『リテラチュール』誌に掲載され、さらに1981年5月の『ユリイカ』第13巻第6号「ダダ・シュルレアリスム特集号」に朝吹亮二訳「資料 バレス裁判」として掲載された。
アルベール・ティボーデは、バレスの思想の背後に、反ユダヤ主義の強い、国家社会主義の信念が予兆として見出されると指摘した。ユージン・ウィーバーは、1880年代末以降、まずブーランジェ運動、ついで反ドレフェス陣営に加担して活躍し、いち早く「国民主義的社会主義」という語を使用したバレスの思想に注目し、国民社会主義の潮流が19世紀末に登場し、かつ根強く存続していることに注意を喚起した。ロバート・スーシーは、バレスの思想をファシズムの前兆であったとし、ゼーヴ・スターンヘルは、バレスの思想のなかに、絶大的な大衆信仰、匿名の動物的群衆のなかで自我の忘却、民族の共通の意志と運命を体現する指導者の英雄的行為や力強さへのほとんどニーチェ的な情熱、国民を生物学的に構成するもの—「大地と死者」—に対する本能的愛着がみられるとして、彼をファシズムの先駆者としている。スターンヘル論の著作は、自国の歴史をファシズムとは無縁なものとみなし、その免疫性を自明の理と信じてきたフランス知識人の歴史＝政治意識を極度に刺激することになり、「スターンヘル論争」と呼ばれた激昂的な意見対立をひき起し、その主張は、大変刺激的だが、強引な展開や誤解も多く、他の研究者から多くの批判を浴びている。fr:Zeev Sternhell#Controverses参照。

## 著書

### 小説
- Le Culte du Moi -『自我礼拝』三部作
  - Sous l'œil des barbares (1888) -『蠻族の眼の下』
  - Un homme libre (1889) -『自由人』
  - Le Jardin de Bérénice (1891) -『ベレニスの園』
- L'Ennemi des lois (1893)
- Le Roman de l'énergie nationale - 『国民的エネルギーの小説』三部作
  - Les Déracinés (1897) -『根こぎにされた人々』
  - L'Appel au soldat (1900)
  - Leurs figures (1902)
- Les Bastions de l'Est
  - Au service de l'Allemagne (1905)
  - Colette Baudoche - Histoire d'une jeune fille de Metz (1909) -『コレット・ボドッシュ』
  - Le Génie du Rhin (1921)
- La Colline inspirée (1913) -『精霊の息吹く丘』
- Huit jours chez M. Renan (1913)
- Un jardin sur l'Oronte (1922)
- Le Mystère en pleine lumière (1926)

### 紀行
- Du sang, de la volupté, de la mort : Un amateur d'âmes. Voyage en Espagne, Voyage en Italie, etc.. (1894)
- Amori et Dolori sacrum. La mort de Venise (1903)
- Le Voyage de Sparte (1906)
- Greco ou le Secret de Tolède (1911) -『グレコ - トレドの秘密』
- Une enquête aux pays du Levant (1923)

### 政治に関する著書
- Scènes et Doctrines du nationalisme (1902) -『国家主義とドレフュス事件』
- Les Amitiés françaises (1903)
- Ce que j'ai vu à Rennes (1904)
- Ce que j'ai vu au temps du Panama (1906)
- La Grande pitié des églises de France (1914)
- Une visite à l'armée anglaise (1915)
- Les Diverses Familles spirituelles de la France (1917)
- L'Âme française et la Guerre (全11巻) (1915-1920)
  - Tome I : L'Union Sacrée
  - Tome II : Les saints de la France
  - Tome III : La croix de guerre
  - Tome IV : L'amitié des tranchées
  - Tome V : Les voyages de Lorraine et d'Artois
  - Tome VI : Pour les mutilés
  - Tome VII : Sur le chemin de l'Asie
  - Tome VIII : Le suffrage des morts
  - Tome IX : Pendant la bataille de Verdun
  - Tome X : Voyage en Angleterre
  - Tome XII : Les tentacules de la pieuvre
- Souvenirs d'un officier de la Grande armée, par Jean-Baptiste-Auguste Barrès ; publiés par Maurice Barrès, son petit-fils (1923)
- Chronique de la Grande Guerre (全14巻) (1920-1924)
- Pour la haute intelligence française (1925) -『科学の動員』

### その他
Mes cahiers (全11巻) - Mes cahiers, tome I : 1896-1898 / Mes cahiers, tome II : 1898-1902 / Mes cahiers, tome III : 1902-1904 / Mes cahiers, tome IV : 1904-1906 / Mes cahiers, tome V : 1906-1907 / Mes cahiers, tome VI : 1907-1908 / Mes cahiers, tome VII : 1908-1909 / Mes cahiers, tome VIII : 1909-1911 / Mes cahiers, tome IX : 1911-1912 / Mes cahiers, tome X : 1913-1914 / Mes cahiers, tome XI : 1914-1918

## 邦訳
- 『ロオレンの少女』新城和一訳、『白樺』1915年5月から1916年1月にかけ掲載 - 『コレット・ボドッシュ』の全訳[3]
- 『根こぎにされた人々』『ベレニスの園』吉江喬松訳、〈第二期世界文学全集 第1巻〉新潮社、1932年
  - 『根こぎにされた人々』吉江喬松訳、新潮社〈旧新潮文庫 上・下〉、1939年
- 『科学の動員』日本学術振興会訳、帝国大学新聞社、1938年
- 『コレット・ボドッシュ』本田喜代治訳、白水社、1940年
- 『自我礼拝』伊吹武彦訳、「新世界文学全集 第4巻」河出書房、1941年（書誌情報・目次）
  - 改訳版『バレス　新集世界の文学25』中央公論社、1970年
- 『エル・グレコ トレードの秘密』関口俊吾・三輪啓三共訳、白水社、1943年
- 『国家主義とドレフュス事件』稲葉三千男訳、創風社、1994年
- 『グレコ - トレドの秘密』 吉川一義訳、筑摩書房、1996年
- 『精霊の息吹く丘』篠沢秀夫訳、中央公論新社、2007年

## 参考資料
- 田中琢三「戦時下の日本におけるモーリス・バレスの受容について」『お茶の水女子大学人文科学研究』第12巻、お茶の水女子大学、2016年3月28日、131-140頁。